# Имедадзе, Григол
Григол (Гия) Имедадзе (2 мая 1980, Кутаиси, Грузинская ССР, СССР) — грузинский футболист.

## Карьера
Клубную карьеру начинал в 1996 году в кутаисском «Торпедо-2». Далее играл за основную команду. В 2002 году перебрался в российскую «Аланию», за которую дебютировал 8 марта того года в выездном матче 1-го тура чемпионата России против московского «Локомотива». В августе вместе с вратарём Андреем Пауковым был выставлен на трансфер. В 2003 году выступал за турецкий «Коджаэлиспор». В 2004 году играл за Таврию, за которую провёл 10 матчей в чемпионате Украины. После чего выступал за различные клубы Грузии. В 2010 году выступал за узбекистанский «Машал». Завершил карьеру в 2011 году в клубе «Самтредиа».